# Ruwenzori-Spitzmaus
Die Ruwenzori-Spitzmaus (Ruwenzorisorex suncoides) ist eine im zentralen Afrika lebende Spitzmausart.
Ruwenzori-Spitzmäuse haben einen im Vergleich zu anderen Spitzmäusen stämmigen Körper, der eher kurze Schwanz ist fast unbehaart und das Fell ist schwarz gefärbt. Diese Tiere erreichen eine Kopfrumpflänge von 92 bis 95 Millimeter, wozu noch ein 55 bis 62 Millimeter langer Schwanz kommt, und ein Gewicht von rund 18 Gramm.
Diese Tiere bewohnen das Ruwenzori-Gebirge und angrenzende Regionen im Osten der Demokratischen Republik Kongo, in Uganda, Ruanda und Burundi. Ihr Lebensraum sind Regenwälder in Höhen zwischen 800 und 2100 Meter.
Über die Lebensweise dieser Spitzmäuse ist wenig bekannt. Sie dürften Bodenbewohner sein und sich von Weichtieren und Insekten ernähren.
Die Ruwenzori-Spitzmaus hält sich häufiger als andere afrikanische Spitzmäuse im Wasser auf und besucht klare Bäche, die bis 20 cm tief sein können. Als Anpassung an diese Lebensweise hat sie ein wasserabweisendes Fell, kurze Ohren und eine hellere Schwanzunterseite. An Händen und Füßen fehlen jedoch typische Merkmale wasserbewohnender Säugetiere, wie Schwimmhäute oder steife Haarkämme. Auf jeder Seite des Oberkiefers sind die äußeren zwei Schneidezähne, der Eckzahn und der erste Prämolar gleichartig aufgebaut mit einer einzelnen Spitze.
Bevor die Art in jüngerer Zeit in Burundi wiederentdeckt wurde, waren der Forschung nur fünf Exemplare bekannt. Die IUCN listet sie als gefährdet (vulnerable).